# Dascillus elongatus
Dascillus elongatus is een keversoort uit de familie withaarkevers (Dascillidae). De wetenschappelijke naam van de soort is voor het eerst geldig gepubliceerd in 1835 door Falderman.